# 経済発展段階説
経済発展段階説（けいざいはってんだんかいせつ）は、一国の経済発展が共通の歴史的段階を経るとみなす学説。フリードリッヒ・リストおよび後続のドイツ歴史学派が形成したモデルが有名であるが、その他の立場からの段階説も提示されている。
国家の理論的支柱としての役割も果たすことがしばしばあるが、議論そのものは比較的単純なものであり、実証的な歴史学などからは批判も寄せられている。

## モデルの例

### フリードリッヒ・リストの段階説
リストは温帯地方の国は次のような発展をたどるとした（彼の言う「商」は、現代で言えば国際貿易のことである）。
- 未開状態→牧畜状態→農業状態→農工状態→農工商状態

彼の学説は、当時のドイツの貿易政策への提言という側面も持っていた。フリードリッヒ・リストの学説も参照のこと

### カール・ビュッヒャーの段階説
ドイツ歴史学派に属するカール・ビュッヒャーは次のように分類した。
- 家内経済→都市経済→国民経済

### マルクス経済学の段階説
マルクス経済学では弁証法的唯物史観にしたがって次のように大別される。
- 原始共産制→古代奴隷制→封建社会→資本主義社会→共産主義社会

この説への批判的評価については、マルクス主義批判#発展論的決定論を参照。

### ウォルト・ロストウの段階説
ウォルト・ロストウは産業革命期を「離陸」と名付け、それ以降の社会を重視するモデルを提示した。発展によって国民所得を占める投資率が上昇する。
- 伝統的社会（5%未満）→離陸の準備段階（5 - 10%）→離陸（テイク・オフ）（10%）→成熟への前進段階（20%）→大量消費社会